# Chevrolet Spin

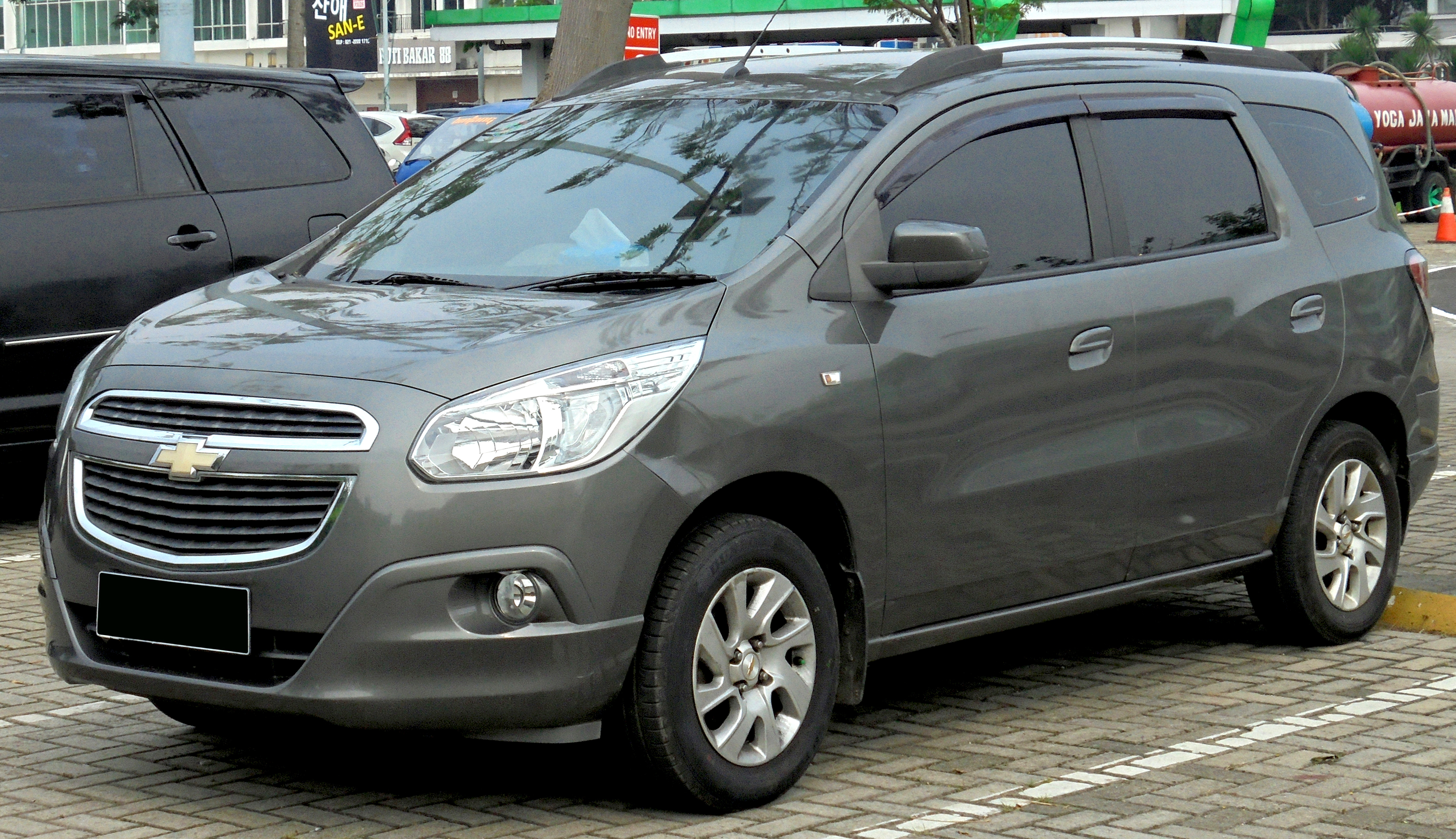
Chevrolet Spin de 2013

Le Chevrolet Spin est un mini monospace conçu et produit par Chevrolet au Brésil depuis 2012 et en Indonésie,,,,,,. 
GM a annoncé en 2012 qu'il commercialiserait la voiture à l'échelle mondiale dans les pays en développement et l'assemblerait également à l'usine de GM Autoworld Indonesia à Bekasi, en Java occidental,. La production en Indonésie a commencé en février 2013. En février 2015, GM a annoncé la fermeture de l'usine de Bekasi d'ici la fin juin en raison du ralentissement des ventes du Spin. Il a ensuite été remplacé sur le marché indonésien par le Wuling Confero / Wuling Hongguang S1.
Le Spin été également produit depuis 2012 à l'usine General Motors do Brasil de São Caetano do Sul, au Brésil.

## Marchés

### Indonésie
En 2014, le Spin du marché indonésien se composait de 3 modèles en fonction du type de moteur et de la cylindrée. Les trois modèles étaient:
- Les modèles avec moteur essence de 1,2 l sont livrés avec 2 versions, LS et LT, disponibles en boîte manuelle à 5 vitesses uniquement
- Les modèles avec moteur diesel turbocompressé de 1,3 l ont également 2 versions, LT et LTZ, également avec transmission manuelle uniquement
- Les modèles avec moteur essence de 1,5 l ont plus de versions que les autres: 4 versions (LS, LT, LTZ et Activ) disponibles en boîte manuelle et automatique 6 vitesses.

La version indonésienne offrait 7 sièges et une ventilation à la troisième rangée dans tous les modèles.
En avril 2014, General Motors Indonésie a présenté une nouvelle version du modèle 1,5 l, appelée Activ, uniquement disponible avec une transmission automatique. Basé sur la finition LTZ, l'Activ ajoute de nouveaux éléments de conception comme un pare-chocs avant plus grand avec des protections antidérapantes, des roues en alliage de 16 pouces, des rails de toit, un revêtement en plastique noir pour la partie inférieure des pare-chocs avant et arrière avec des plaques de protection argentées, des inserts argentés pour le bas de la carrosserie latéral et les réflecteurs sur le pare-chocs arrière, avec inscription 'Activ' en relief. La voiture a reçu des panneaux de carrosserie noirs et des phares fumés faisaient également partie de la finition. À l'intérieur, le thème de couleur intérieure entièrement noire, était équipé de deux coussins gonflables et le volant a gagné les commandes audio.

### Brésil
Au Brésil, le Spin a remplacé le Meriva alors que GM do Brasil a supprimé le rebadgage des Opel en tant que Chevrolet et vice versa. Alors que le Meriva A d'origine a été développé conjointement par GM do Brasil et Opel, le Meriva B de deuxième génération a été développé exclusivement par Opel et commercialisé uniquement sous les noms Opel et Vauxhall.
La finition LTZ du Spin offrait sept sièges et pouvait ainsi remplacer au Brésil le Zafira, dont le successeur mondial était divisé entre le Zafira et l'Orlando, tous deux basés sur la plate-forme mondiale Delta II de GM.
Le marché brésilien a reçu la version Activ en novembre 2014; les différences avec l'Activ Indonésien étaient une roue de secours exposée et un moteur EconoFlex de 1,8 litre capable de 108 ch et 171 N m de couple.

## Ventes
| Année civile | Thaïlande | Indonésie | Total (Thaïlande + Indonésie) |
| ------------ | --------- | --------- | ----------------------------- |
| 2013         |           | 10,941    | 10,941                        |
| 2014         | 1,131     | 7,475     | 8,606                         |
| 2015         | 728       | 3,552     | 4,280                         |
| 2016         | -         | 1         | 1                             |